# Twin Infinitives
Twin Infinitives es el segundo álbum de estudio de Royal Trux. Fue lanzado como un doble LP en 1990 por Drag City, luego relanzado en formato CD y casete en 1994. Twin Infinitives es el primer álbum de estudio bajo la discográfica Drag City.

## Lista de canciones
Todas las canciones fueron escritas por Neil Hagerty y Jennifer Herrema.
Todas las canciones escritas y compuestas por Neil Hagerty and Jennifer Herrema. 
| N.º | Título                                 | Duración |  |
| 1.  | «Solid Gold Tooth»                     | 2:01     |  |
| 2.  | «Ice Cream»                            | 3:30     |  |
| 3.  | «Jet Pet»                              | 4:24     |  |
| 4.  | «RTX-USA»                              | 2:21     |  |
| 5.  | «Kool Down Wheels»                     | 2:19     |  |
| 6.  | «Chances Are the Comets in Our Future» | 6:22     |  |
| 7.  | «Yin Jim Versus the Vomit Creature»    | 5:27     |  |
| 8.  | «Osiris»                               | 3:52     |  |
| 9.  | «(Edge of the) Ape Oven»               | 14:32    |  |
| 10. | «Florida Avenue Theme»                 | 1:03     |  |
| 11. | «Lick My Boots»                        | 4:27     |  |
| 12. | «Glitterbust»                          | 3:42     |  |
| 13. | «Funky Son»                            | 2:48     |  |
| 14. | «Ratcreeps»                            | 2:48     |  |
| 15. | «New York Avenue Bridge»               | 3:42     |  |

## Personal
- Neil Hagerty – voz, guitarra, percusión, producción
- Jennifer Herrema – voz, órgano, percusión, producción
- Greg Freeman – ingeniería